# Univerеxport
Univerexport je srpski trgovinski lanac. Osnovan je 25. septembra 1990. godine. Univerexport obuhvata prodajnu mrežu koju danas čini preko 200 maloprodajnih objekata.

## Istorijat
Univerexport je jedan od vodećih domaćih trgovinskih lanaca. Osnovao ga je Bogdan Rodić 25. septembra 1990. godine, a kompanija se u početku bavila isključivo uvozom robe široke potrošnje. U to vreme Univerexport je bio porodična firma sa četiri zaposlena. Godine, 1991. počeo je razvoj velikog giganta, od otvaranja magacina u svrhu skladišta, u ulici Bajči Žilinskog u Novom Sadu, preko otvaranja prve veleprodaje i prvog prodajnog objekta.
1995. godine, Univerexport pokreće sopstvenu proizvodnju pekarskih proizvoda. 2007. godine postaje većinski vlasnik AD Bačke, domaće farme za proizvodnju mesa. 2014, Univerexport pokreće i svoju organsku proizvodnju pod brendom Organa. Kompanija Univerexport danas ima više od 600 proizvoda robnih marki, online servis Elakolije, svoju domaću farmu Bačka. 2010. godine Univerexport je otvorio svoj prvi objekat u Beogradu, a danas posluje širom Srbije.

## Delatnost
Kompanija Univerexport, u proteklih 35 godina, prerasla je u jednu od vodećih domaćih trgovinskih kompanija u oblasti trgovine na veliko i malo robe široke potrošnje. Univerexport trenutno posluje kroz više prodajnih formata: veleprodaja, supermarketi, marketi, mini-marketi, online trgovina.
Pored osnovne delatnosti, Univerexport se bavi i sopstvenom proizvodnjom domaćih i organskih proizvoda, kao što su Bačka sveže meso i mesni delikatesi, pršut i vina iz domaćinstva Vučurević, kao i organski proizvodi brenda Organa.

## Trgovačka marka
Univerexport kao veliki trgovinski lanac, pažljivo prati potrebe i navike potrošača i na osnovu analize tako dobijenih podataka vrši odabir proizvođača. Kroz najbolji plasman i promociju, potrošačima se pruža proizvod istog ili boljeg kvaliteta u odnosu na najprodavaniji artikal iz pripadajuće robne grupe, uz pristupačne cene. Rezultat uspeha je zadovoljstvo kvalitetom i cenom proizvoda iz asortimana trgovačke marke Univerexport-a, koji su već prepoznatljivi pod nazivima: Baš Baš, Daj Daj, Naše najbolje.

## Prodajna mreža
Univerexport ima široku prodajnu mrežu sa prodajnim objektima u Novom Sadu i Beogradu, te širom Vojvodine. Od 2022. godine, mreža se intenzivno širi na celokupnom tržištu Srbije.
Paralelno sa razvojem tradicionalne prodajne mreže, Univerexport razvija i online rešenje. 2012. je počeo sa radom online servis za naručivanje i dostavu robe Univerexport online eLAKOLIJE.

## Društvena odgovornost
Kompanija donira i pomaže različitim organizacijama u čijem su fokusu marginalizovane grupe ljudi, sportska i kulturna udruženja. Kroz humanitarni rad, Univerexport je do sada podržao preko 2.000 inicijativa i sponzorisao veliki broj manifestacija. Kompanija Univerexport usmerila je svoju poslovnu politiku u pravcu zaštite životne sredine.
Kompanija je 2017. godine osnovala Fondaciju Univerexport koja nastavlja sa delovanjem na polju društvene odgovornosti.

### Prodajni Objekti
| Veliki objekti: - Apatin - Bačka Palanka - Banatsko Veliko Selo - Beograd - Ćuprija - Jagodina - Kanjiža - Kikinda - Kula - Mladenovac - Mokrin - Nova Pazova - Novi Sad - Paraćin - Ruma - Smederevska Palanka - Sombor - Sremska Kamenica - Sremski Karlovci - Sremska Mitrovica - Stara Pazova - Subotica - Užice - Vrbas - Vršac - Zlatibor - Zrenjanin | Super marketi: - Ada - Bačka Palanka - Bački Jarak - Bački Petrovac - Bački Vinogradi - Bačko Gradište - Bajmok - Bečej - Beočin - Beograd - Čantavir - Čoka - Čurug - Futog - Inđija - Kać - Kikinda - Kruševac - Lazarevac - Nakovo - Novi Bečej - Novi Kozarci | Super marketi: - Novi Sad - Obrenovac - Palić - Petrovaradin - Ruma - Rumenka - Senta - Sirig - Srbobran - Sremska Kamenica - Subotica - Temerin - Veternik - Vrdnik - Vrnjačka Banja - Vršac - Zlatibor - Zrenjanin - Žabalj | Mini marketi: - Banatsko Novo Selo - Banatsko Veliko Selo - Batajnica - Đurđin - Kikinda - Mali Iđoš - Mokrin - Novi Sad - Novi Žednik - Odžaci - Pačir - Palić - Petrovaradin - Rusko Selo - Stara Moravica - Subotica - Zmajevo - Zrenjanin |

## Spoljašnje veze
- Zvanični veb-sajt